# Jagten på den forsvundne tempelby
Jagten på den forsvundne tempelby er en dansk dokumentarfilm fra 1989 instrueret af Christian Christensen efter eget manuskript.

## Handling
Filmen følger en ekspedition gennem den uudforskede jungle i Guatemala, hvor medlemmerne må kæmpe mod vegetationen, sumpe, bjerge og træer. På deres vej mod tempelbyen støder de på nogle indianske bopladser.